# Olympique de Marseille
Olympique de Marseille (OM) je francoski nogometni klub iz obmorskega mesta Marseille.
Ta klub že od svojega nastanka leta 1899 igra v Ligue 1. V klubski vitrini najdemo 9 naslovov francoskega državnega prvaka (Ligue 1), 10 francoskih pokalov (Coupe de France), 3 ligaške pokale in 1 naslov v UEFA Ligi prvakov. Olympique de Marseille je prvi in zaenkrat edini francoski nogometni klub, ki je osvojil Ligo prvakov. Marseille-ov domači stadion je Stade Vélodrome s kapaciteto 60.031 gledalcev, na katerem igrajo od leta 1937. Klubski moto je Droit Au But (francosko: Naravnost k cilju). 

## Rivalstvo
Francozi so svoj derbi poimenovali Le Classique (prevzeto iz španskega El Clásica). V Le Classiqueu igrata Paris Saint-Germain in Olympique de Marseille. Poleg omenjenih klubov se med največja rivalstva v Franciji vključuje še klub Olympique Lyonnais.

## Igralska zasedba
<...>